# Liste der Bodendenkmäler in Hörgertshausen
Auf dieser Seite sind die Bodendenkmäler in der oberbayerischen Gemeinde Hörgertshausen zusammengestellt. Diese Tabelle ist eine Teilliste der Liste der Bodendenkmäler in Bayern. Grundlage ist die Bayerische Denkmalliste, die auf Basis des Bayerischen Denkmalschutzgesetzes vom 1. Oktober 1973 erstmals erstellt wurde und seither durch das Bayerische Landesamt für Denkmalpflege geführt wird. Die folgenden Angaben ersetzen nicht die rechtsverbindliche Auskunft der Denkmalschutzbehörde.

Mit Stand Dezember 2016 stehen 8 Bodendenkmäler in Hörgertshausen auf der Bayerischen Denkmalliste.

## Bodendenkmäler
| Lage                                                                              | Objekt | Akten-Nr.     | Bild |
| --------------------------------------------------------------------------------- | --- | ------------- | ---- |
| Grafendorfer Forst, circa einen Kilometer westlich von Margarethenried (Standort) | Ringwall des frühen Mittelalters sowie Siedlung der Bronzezeit | D-1-7437-0001 |      |
| am Südrand von Hörgertshausen (Standort)                                          | Siedlung vor- und frühgeschichtlicher Zeitstellung | D-1-7437-0003 |      |
| Hörgertshausen Kirchenstraße 9 (Standort)                                         | Untertägige mittelalterliche und frühneuzeitliche Befunde und Funde im Bereich der Kath. Pfarrkirche St. Jakobus d. Ä. mit zugehörigem Friedhof (Baudenkmal D-1-78-132-1)                                 | D-1-7437-0132 |      |
| Margarethenried Margarethenried 9 (Standort)                                      | Untertägige mittelalterliche und frühneuzeitliche Befunde und Funde im Bereich der Kath. Pfarrkirche St. Margareth (Baudenkmal D-1-78-132-3) mit zugehörigem Friedhof.                                    | D-1-7437-0150 |      |
| Peterswahl Peterswahl 11 (Standort)                                               | Untertägige mittelalterliche und frühneuzeitliche Befunde und Funde im Bereich der Kath. Filialkirche St. Petrus und Paulus (Baudenkmal D-1-78-132-4), mit zugehörigem Friedhof, und ihres Vorgängerbaus. | D-1-7437-0155 |      |
| Sankt Alban Sankt Alban 13 (Standort)                                             | Untertägige mittelalterliche und frühneuzeitliche Befunde im Bereich der Kath. Wallfahrtskirche St. Alban (Baudenkmal D-1-78-132-5) und ihrer Vorgängerbauten.                                            | D-1-7437-0159 |      |
| Sielstetten Hauptstraße 8 (Standort)                                              | Untertägige mittelalterliche und frühneuzeitliche Befunde und Funde im Bereich der Befunde der Kath. Filialkirche St. Stephan (Baudenkmal D-1-78-132-6).                                                  | D-1-7437-0162 |      |
| ca. 500 m östlich von Sielstetten (Standort)                                      | Siedlung vor- und frühgeschichtlicher Zeitstellung | D-1-7437-0167 |      |